# Crying Freeman
Crying Freeman (クライング　フリーマン) – manga autorstwa Kazuo Koike i Ryoichiego Ikegami, której głównym bohaterem jest zawodowy zabójca, który nad każdym zabitym człowiekiem roni łzy.  Tytułowym Crying Freemanem jest Japończyk, Hinomura, garncarz, którzy został poprzez hipnozę  uwarunkowany i wytrenowany przez chińską mafię 108 Dragons. Dzięki swoim zdolnościom i wytrwałości stanął na czele organizacji.